# دميتري مارغريان
دميتري مارغريان (مواليد 14 يناير 1978) هو سبّاح أرميني، مثّل بلاده في الألعاب الأولمبية الصيفية 2000.

## روابط خارجية
دميتري مارغريان على موقع الاتحاد الدولي للسباحة (الإنجليزية)
- دميتري مارغريان على موقع أوليمبيديا (الإنجليزية)